# Dilobeia thouarsii
Dilobeia thouarsii là một loài thực vật có hoa trong họ Quắn hoa. Loài này được Roem. & Schult. miêu tả khoa học đầu tiên năm 1818.